# Ingerlise Koefoed
Ingerlise Koefoed (født Nielsen 9. februar 1922 i København, død 25. oktober 2007) var en dansk forfatter og politiker.
Hun blev student fra Nykøbing Katedralskole i 1946 og uddannet bibliotekar fra Danmarks Biblioteksskole i 1961. Derefter arbejdede hun i en årrække som børne- og kunstbibliotekar ved Lyngby-Taarbæk Kommunes Biblioteker. Senere blev hun ansat i Danmarks Biblioteksforening og Statens Bibliotekstilsyn, og endnu senere engagerede hun sig i forfatternes samfundsmæssige vilkår i Dansk Forfatterforening.
I 1972 meldte hun sig ind i Socialistisk Folkeparti (SF), inspireret af kampen mod EF op til folkeafstemningen om dansk medlemskab. Kun to år efter blev hun valgt ind i kommunalbestyrelsen i Lyngby-Tårbæk, og i 1979 blev hun medlem af Folketinget, hvor hun sad frem til 1990, i perioden 1982-1990 som formand for kulturudvalget.